# TV Großwallstadt
Der Turnverein Großwallstadt 1888 e. V., kurz TV Großwallstadt oder TVG, ist ein Sportverein aus dem unterfränkischen Großwallstadt, der vor allem durch seine Handballabteilung überregional bekannt wurde. Diese gehört mit sieben Deutschen Meisterschaften, vier DHB-Pokalsiegen und fünf internationalen Titeln zu den erfolgreichsten Handballvereinen Deutschlands. Der professionelle Spielbetrieb ist seit 2015 in die TV Großwallstadt GmbH ausgegliedert.
Neben der Handball-Sparte, der über zwei Drittel der Mitglieder angehören, gibt es die Abteilungen Badminton, Jazzdance, Kegeln, Leichtathletik, Tischtennis, Turnen, Sänger, Wandern und Tischfußball.
Zur sogenannten „TVG-Familie“ gehört außerdem der TVG Junioren Akademie e. V., welcher sich um die Nachwuchsarbeit kümmert.

## Geschichte

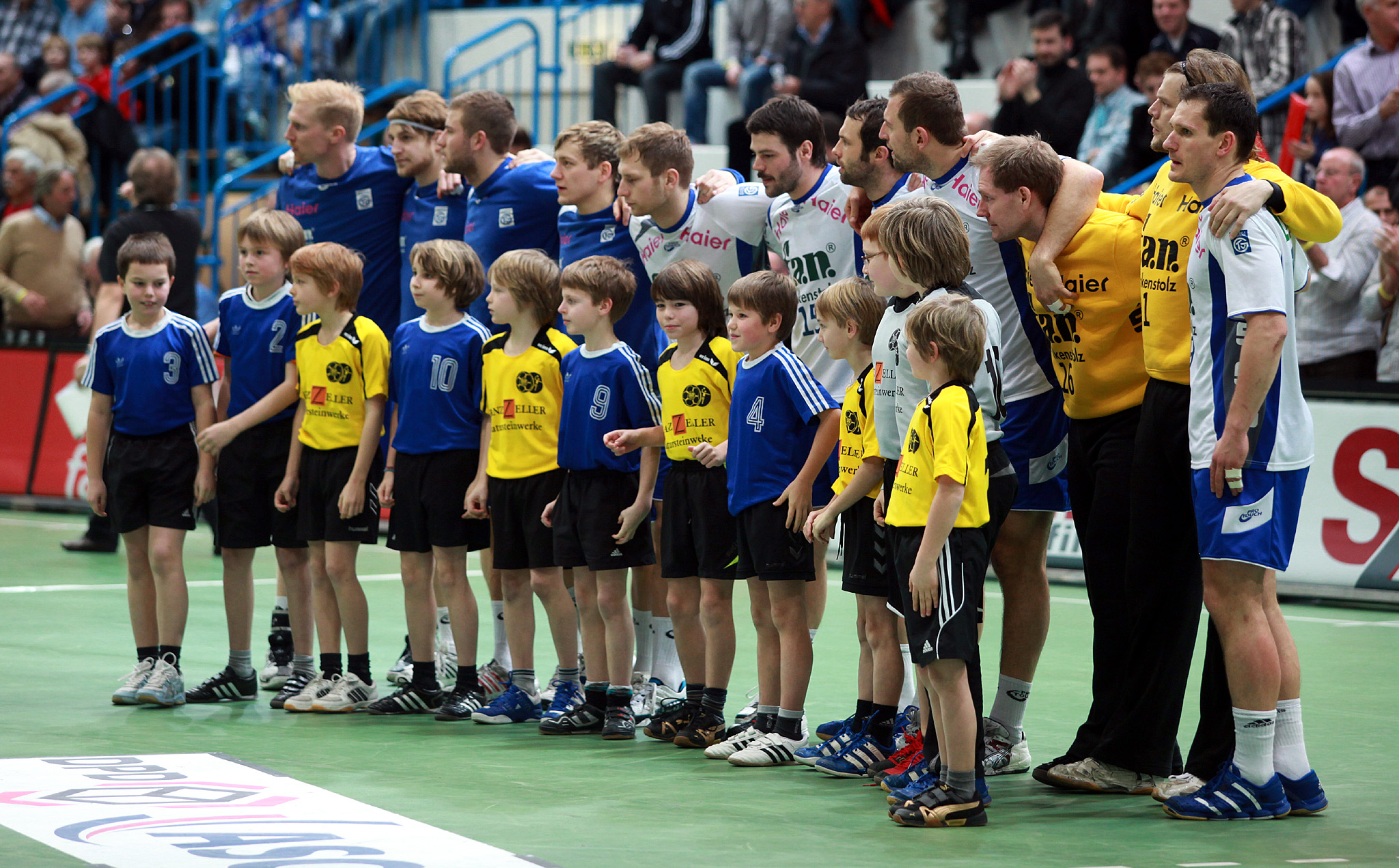
Die Mannschaft der Saison 2010/11 mit Einlaufkindern

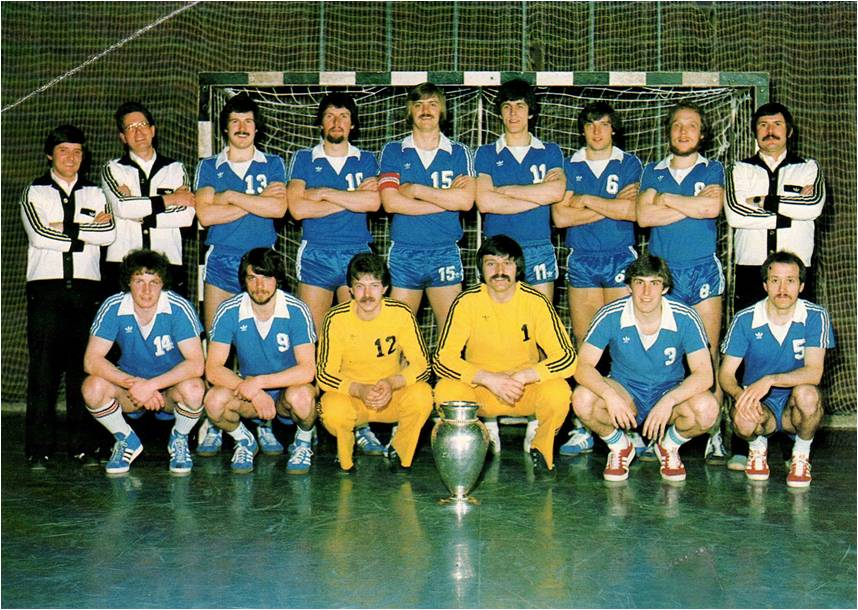
Meistermannschaft der Saison 1977/78

Schon seit 1925 wird in Großwallstadt Handball gespielt. 1969 stieg man, nach zahlreichen Erfolgen auf regionaler Ebene, in die Hallenhandball-Bundesliga auf. Außerdem gehörte der Verein von 1967 bis 1973 in allen sieben Sommerspielzeiten, in denen sie existierte, der Feldhandball-Bundesliga an. In der ersten Spielzeit 1967 wurde der TVG dabei Vizemeister, in der letzten Saison 1973 gewann Großwallstadt das Bundesligaendspiel und holte seinen ersten nationalen Meistertitel.
Seit Gründung der einteiligen Handball-Bundesliga 1977 spielte der Verein in der höchsten deutschen Spielklasse und ging als erster Deutscher Meister in die Geschichte der Handball-Bundesliga ein. Im Jahre 1980 gelang den Großwallstädtern Historisches, sie errangen mit der deutschen Meisterschaft, dem deutschen Pokal, dem Europapokal der Landesmeister und dem Supercup alle möglichen Titel. Nachdem der Verein das Geschehen in den frühen Jahren der Liga nahezu beherrscht hatte – bis Ende der 1980er Jahre war der westdeutsche Hallenhandball fast ausschließlich vom TV Großwallstadt, VfL Gummersbach und TUSEM Essen geprägt –, fiel der TV Großwallstadt aufgrund finanzieller Schwierigkeiten ins Mittelmaß zurück. Am Ende der Saison 2012/13 stieg der Verein nach 44 Jahren Bundesligazugehörigkeit in die 2. Bundesliga ab. Als neuer Trainer wurde für die Saison 2013/14 Khalid Khan verpflichtet. Am 28. Oktober 2013 wurde bekannt, dass Khan aufgrund eines psychischen Erschöpfungssyndroms nicht mehr in der Lage war, die Mannschaft weiter zu trainieren. Am 3. November 2013 wurde Maik Handschke als Nachfolger verpflichtet. Im Mai 2015 erhielt Großwallstadt keine Lizenz mehr für die 2. Bundesliga. Man entschied sich gegen einen Gang vor das Sportgericht und stand somit als Zwangsabsteiger in die Drittklassigkeit fest.
Um die Handballabteilung auf eine solide wirtschaftliche Basis zu stellen, wurde im Jahr 2001 die TV Grosswallstadt Handball AG, die erste Aktiengesellschaft in der Handball-Bundesliga, gegründet.
Am 6. Februar 2012 beschloss der TV Großwallstadt einen Rechtsformwechsel. Demnach wurde die TV Grosswallstadt Handball AG in die TV Grosswallstadt Handball GmbH umgewandelt.

## Insolvenz und Neuanfang
Durch Fehlinvestitionen in der Vergangenheit hatte der Verein bereits länger mit finanziellen Problemen zu kämpfen. In den letzten Jahren wurde die Spielberechtigung daher immer erst im Nacherfüllungsverfahren erteilt. Für die Saison 2015/16 wurde dem TV Großwallstadt auch nach Ablauf dieser Frist keine Lizenz für die 2. Bundesliga erteilt. Als Gründe wurden hierfür Lücken im Etat genannt, welche die Prüfungskommission nicht als gedeckt ansah. Von einem Gang vor das Schiedsgericht wurde abgesehen.
Aufgrund dieser Situation und der Erkenntnis, die vorhandenen Verbindlichkeiten nicht weiter verlässlich bedienen zu können, wurde am 1. Juni 2015 beim Amtsgericht Aschaffenburg Insolvenzantrag gestellt. In der Folge kündigten die Spieler dem Verein. Zum letzten Spiel der Saison 2014/15 wurde nicht mehr angetreten.
Am 26. Juni 2015 wurde die TV Großwallstadt GmbH gegründet, mit welcher der Verein einen Neuanfang wagt. Mit eigenen Nachwuchsspielern, sowie erfolgreichen und erfahrenen Spielern wie dem ehemaligen Profi Jens Tiedtke sollte nun eine Mannschaft aufgebaut werden, die am Spielbetrieb teilnimmt und den Aufstieg in die Bundesliga anstrebt.
Am 22. Juli 2015 wurde bekannt gegeben, dass Maik Handschke auch in der 3. Liga Trainer der Großwallstädter bleibt. Handschke erhielt einen Einjahresvertrag, wurde aber bereits Anfang September 2015 entlassen und durch den ehemaligen TVG-Spieler Heiko Karrer ersetzt.
Am 20. September 2017 gab der TV Großwallstadt auf seiner facebook-Seite bekannt, dass die Zusammenarbeit mit Karrer beendet ist. Interimstrainer wurde der sportliche Leiter Manfred Hofmann, der den Verein bis zum Saisonende betreute. Nach dem gelungenen Aufstieg in die 2. Handball-Bundesliga wurde als Nachfolger der Sportwissenschaftler und Trainer Florian Bauer präsentiert.
Da die Verantwortlichen des TV Großwallstadt den Klassenerhalt in der Saison 2018/19 als gefährdet ansahen, wurde Bauer am 14. Mai 2019 beurlaubt. Als Interimslösung bis zum Saisonende waren der bisherige Sportkoordinator Mike Pallach und erneut Manfred Hofmann an der Seitenlinie verantwortlich. Trotz der Veränderung im Trainerstab konnte der Abstieg aus der zweithöchsten Spielklasse nicht mehr abgewendet werden und der TVG musste erneut den Gang in Liga 3 antreten.
Zur Saison 2019/20 wurde der ehemalige Handballprofi Ralf Bader als Vollzeittrainer angestellt, in der 3. Liga dürfte der TV Großwallstadt der einzige Verein mit dieser Konstellation gewesen sein. Nach einigen Niederlagen und der schwachen Form wurde Bader im März 2022 freigestellt. Sein Nachfolger bis Saisonende wurde der vormalige Trainer Maik Handschke, der für die Zeit beim TVG vom luxemburgischen Handballverband freigestellt wurde. Der TVG schaffte am letzten Spieltag mit einem Sieg gegen die SG BBM Bietigheim den Klassenerhalt, Handschke ging daraufhin auf eigenen Wunsch nach Luxemburg zurück.
Am 9. Juli 2022 gab der TV Großwallstadt auf seiner Internetseite bekannt, dass der Kroate Igor Vori ab der folgenden Saison Cheftrainer sein wird. Am 18. Januar 2023 wurde bekannt, dass dieser um sofortige Auflösung seines Vertrags bat. Die Gründe seien persönlicher Natur und wurden nicht näher erläutert. Das Training leitete, bis ein Nachfolger für das Amt des Cheftrainers gefunden wurde, der bisherige Co-Trainer Edis Hodzic.
Am 23. Januar 2023 wurde vermeldet, dass der ehemalige TVG-Spieler Wjatscheslaw Lotschman neuer Cheftrainer ist. Lotschman ist aktuell Trainer der ukrainischen Männer-Handballnationalmannschaft, darüber hinaus trainiert er seit Oktober 2022 die A-Jugendmannschaft des TV Großwallstadt und fungiert als Jugendkoordinator der TVG-Junioren Akademie. Bis auf weiteres wird Lotschman diese Ämter parallel ausführen, dies sei mit dem Co-Leiter der Akademie, Jan-Steffen Minerva, abgestimmt. Lotschman verfügt über die EHF-Master Coach Lizenz, die höchste Trainerqualifikation im Handball, und spielte von 2004 bis 2007 in der Bundesliga-Mannschaft der Großwallstädter.
Zur Saison 2023/24 übernahm Michael Roth als Trainer die Verantwortung, dieser war bereits von 2004 bis 2009 Trainer der Mannschaft. Lotschman bleibt dem Team als Co-Trainer erhalten. Am 26. September 2024 gab der Verein auf seiner Homepage bekannt, dass die Zusammenarbeit mit Michael Roth ab sofort beendet ist und der bisherige Co-Trainer Povilas Babarskas den Verein als Interimstrainer betreuen wird. Man habe sich einvernehmlich geeinigt, als Gründe für die Trennung gibt der Verein die Unzufriedenheit über die Vorbereitung und aktuelle Platzierung an. Während der Vorbereitung auf die aktuelle Saison stand Roth dem Verein zum Großteil nicht zur Verfügung, da er sich erneut einer Hüft-OP unterziehen musste.

### Nationale Titel
- 6× Deutscher Meister
1978, 1979, 1980, 1981, 1984, 1990
  - 4× Deutscher Vizemeister
1971, 1977, 1982, 1987
- 1× Deutscher Feldhandball-Meister
1973
- 4× DHB-Pokalsieger
1980, 1984, 1987, 1989
  - 2× DHB-Pokalfinalist
1982, 1985
- 2× Landesmeister Hessen (damals. 1. Liga)[24]
1962, 1963
- 2× Meister der 3. Liga
2018 (3. Liga Ost), 2020 (Staffel Mitte)

### Internationale Titel
- 2× Champions-League-Sieger
1979, 1980
- 1× European-League-Sieger
1984
  - 1× European-League-Finalist
2011
- 1× EHF-Champions-Trophy-Sieger
1980
  - 1× EHF-Champions-Trophy-Finalist
1979
- 1× Euro-City-Cup-Sieger
2000

### Sonstige Erfolge
In der ewigen Tabelle der Handball-Bundesliga belegt der TVG – trotz Abstieg im Jahr 2013 – den sechsten Platz. Bei der Anzahl gewonnener Meistertitel befindet er sich auf Platz vier. Manfred Hofmann wird Handballer des Jahres (Deutschland) 1979.

### Platzierungen
| Saison  | Liga                    | Platz | Tore      | Diff. | Punkte | DHB-Pokal    |
| ------- | ----------------------- | ----- | --------- | ----- | ------ | ------------ |
| 2013/14 | 2. Bundesliga           | 10.   | 990:955   | +35   | 38:34  | 1. Runde     |
| 2014/15 | 2. Bundesliga           | 7.    | 952:909   | +43   | 46:30  | 1. Runde     |
| 2015/16 | 3. Liga (Staffel Ost)   | 8.    | 807:798   | +9    | 29:31  | 1. Runde     |
| 2016/17 | 3. Liga (Staffel Ost)   | 4.    | 807:735   | +72   | 39:21  | -            |
| 2017/18 | 3. Liga (Staffel Ost)   | 1.    | 830:696   | +134  | 49:11  | -            |
| 2018/19 | 2. Bundesliga           | 17.   | 1032:1088 | −56   | 24:52  | 1. Runde     |
| 2019/20 | 3. Liga (Staffel Mitte) | 1.    | 691:580   | +111  | 37:9   | 2. Runde     |
| 2020/21 | 2. Bundesliga           | 6.    | 1037:988  | +49   | 39:33  | -            |
| 2021/22 | 2. Bundesliga           | 17.   | 1047:1074 | −27   | 30:46  | 2. Runde     |
| 2022/23 | 2. Bundesliga           | 14.   | 1048:1081 | −33   | 35:41  | Achtelfinale |
| 2023/24 | 2. Bundesliga           | 14.   | 998:1051  | −53   | 30:38  | -            |
| 2024/25 | 2. Bundesliga           | 11.   | 983:1063  | −80   | 31:37  | -            |

|  | Aufstieg |
|  | Abstieg  |

| Saison                | Platz | Tore      | Diff. | Punkte |
| --------------------- | ----- | --------- | ----- | ------ |
| 1977/78               | 1.    | 468:381   | +87   | 43:9   |
| 1978/79               | 1.    | 462:374   | +88   | 45:7   |
| 1979/80               | 1.    | 483:366   | +117  | 44:8   |
| 1980/81               | 1.    | 491:388   | +103  | 42:10  |
| 1981/82               | 2.    | 522:441   | +81   | 37:15  |
| 1982/83               | 3.    | 493:427   | +66   | 31:17  |
| 1983/84               | 4.    | 538:453   | +85   | 40:12  |
| 1984/85               | 5.    | 499:515   | −16   | 25:27  |
| 1985/86               | 4.    | 592:530   | +62   | 37:15  |
| 1986/87               | 2.    | 568:495   | +73   | 39:13  |
| 1987/88               | 6.    | 553:545   | +8    | 26:26  |
| 1988/89               | 4.    | 558:528   | +30   | 33:19  |
| 1989/90               | 4.    | 541:525   | +16   | 30:22  |
| 1990/91               | 13.   | 526:559   | −33   | 20:32  |
| 1991/92 (Staffel Süd) | 7.    | 531:514   | +17   | 28:24  |
| 1992/93               | 11.   | 718:723   | −5    | 34:34  |
| 1993/94               | 10.   | 715:702   | +13   | 35:33  |
| 1994/95               | 10.   | 666:665   | +1    | 31:29  |
| 1995/96               | 13.   | 716:769   | −53   | 26:34  |
| 1996/97               | 8.    | 771:769   | +2    | 28:32  |
| 1997/98               | 9.    | 703:715   | −12   | 26:30  |
| 1998/99               | 4.    | 793:751   | +42   | 35:25  |
| 1999/2000             | 6.    | 830:786   | +44   | 44:24  |
| 2000/01               | 7.    | 951:926   | +25   | 46:30  |
| 2001/02               | 11.   | 863:890   | −27   | 29:39  |
| 2002/03               | 13.   | 863:911   | −48   | 25:43  |
| 2003/04               | 8.    | 837:885   | −48   | 33:35  |
| 2004/05               | 13.   | 890:958   | −68   | 25:43  |
| 2005/06               | 7.    | 973:954   | +19   | 38:30  |
| 2006/07               | 9.    | 933:924   | +9    | 37:31  |
| 2007/08               | 11.   | 970:1061  | −91   | 26:42  |
| 2008/09               | 12.   | 1034:1018 | +16   | 26:42  |
| 2009/10               | 8.    | 925:890   | +35   | 40:28  |
| 2010/11               | 10.   | 891:929   | −38   | 30:38  |
| 2011/12               | 12.   | 865:928   | −63   | 27:41  |
| 2012/13               | 16.   | 848:946   | −98   | 15:53  |

## Spielstätten
Mit Beginn der Saison 2015/16 kehrte der TV Großwallstadt für den Großteil der Saison in seine frühere Heimspielstätte, die Untermainhalle in Elsenfeld (Kapazität 2.500 Zuschauer), zurück. Dort ist seit der Sommer 2023 ein moderner Glasboden von ASB GlassFloor verbaut. Für einzelne Top-Spiele oder DHB-Pokal-Spiele nutzt der Verein auch die Linde MH Arena in Aschaffenburg. Seit der Saison 2023/24 findet ein Heimspiel als „Spiel des Jahres“ in der Süwag Energie Arena (Zuschauerkapazität: 5.002) in Frankfurt am Main statt.

### Zuschauerschnitt
| Saison           | Gesamt | Durchschnitt | Ligadurchschnitt | Platz |
| ---------------- | ------ | ------------ | ---------------- | ----- |
| 2020/21 COVID-19 | 2.805  | 155          | 107              | 4     |
| 2021/22          | 13.940 | 733          | 1.061            | 15    |
| 2022/23          | 23.628 | 1.243        | 1.330            | 12    |
| 2023/24          | 30.040 | 1.767        | 1.586            | 6     |
| 2024/25          | 34.875 | 2.051        | 1.776            | 5     |

## Maskottchen

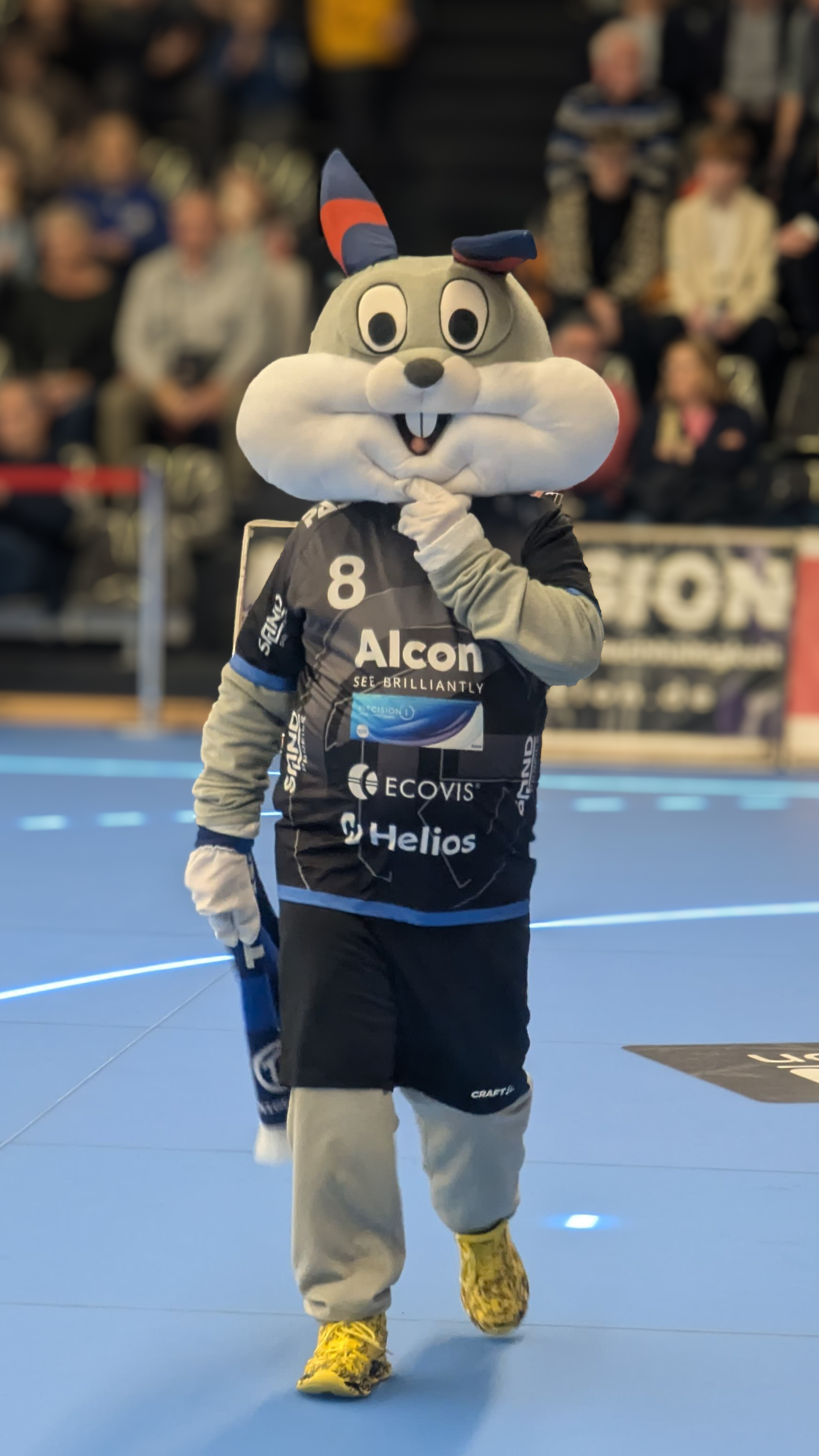
Hobtsi

Seit der Saison 2023/24 hat der TVG ein neues Maskottchen mit dem Namen „Hobtsi“, ein Hase dessen Name sich von dem Schlachtruf des TVG Fanclubs Herzschlag Blau-Weiss „Hobtse!“ (übersetzt: haltet sie) ableitet. Es löst das vorherige Maskottchen Leo Löwenherz, welches am 1. Juni 2006 Sieger bei der „Ersten offiziellen Maskottchen-WM“ bei TV total wurde, ab.

## Die Mannschaft

### Aktiver Kader
| Position | Nr. | Nation    | Name                  | Geburtstag | Größe  | Letzter Verein                | Im Verein seit | Vertrag bis |
| -------- | --- | --------- | --------------------- | ---------- | ------ | ----------------------------- | -------------- | ----------- |
| Tor      | 21  | Deutscher | Stefan Hanemann       | 02.01.1996 | 1,96 m | TuS Vinnhorst                 | 2024           | 2026        |
| Tor      | 16  | Deutscher | Jan-Steffen Minerva   | 11.07.1989 | 1,96 m | ThSV Eisenach                 | 2018           | 2026        |
| Tor      | 43  | Ukraine   | Emil Shchurov         | 05.02.2006 | 1,95 m | eigene Jugend                 | 2024           |             |
| LA       | 6   | Deutscher | Moritz Klenk          | 13.01.2002 | 1,90 m | TUSPO Obernburg               | 2021           | 2026        |
| LA       | 8   | Deutscher | Florian Eisenträger   | 09.01.1992 | 1,80 m | TV Kirchzell                  | 2011           | 2026        |
| RL       | 20  | Deutscher | Finn Wullenweber      | 12.11.1997 | 1,96 m | HSV Hamburg                   | 2022           | 2026        |
| RL       | 24  | Deutscher | Ben Connar Battermann | 28.03.2004 | 1,93 m | TBV Lemgo                     | 2025           | 2027        |
| RL       | 33  | Deutscher | Tobias Buck           | 20.11.2004 | 1,93 m | HC Erlangen (Zweitspielrecht) | 2024           | 2026        |
| RM       | 10  | Litauer   | Romas Aukštikalnis    | 14.06.2003 | 1,87 m | HC Empor Rostock              | 2024           | 2027        |
| RM       | 27  | Deutscher | Mario Stark           | 19.01.1992 | 1,86 m | TV Kirchzell                  | 2016           | 2026        |
| RM       | 17  | Deutscher | Sebastian Trost       | 02.01.1998 | 2,01 m | Eulen Ludwigshafen            | 2025           | 2027        |
| RR       | 29  | Deutscher | Maximilian Horner     | 10.08.1998 | 1,82 m | VfL Lübeck-Schwartau          | 2024           | 2026        |
| RR       |     | Deutscher | Niklas Ihmer          | 04.04.2002 | 1,95 m | TV Kirchzell                  | 2025           |             |
| RR       | 9   | Deutscher | Yessine Meddeb        | 30.05.2000 | 1,85 m | Saase³Leutershausen Handball  | 2024           | 2027        |
| RA       | 77  | Deutscher | Joel Zimmer           | 17.07.2007 | 1,84 m | Rhein-Neckar Löwen            | 2024           | 2028        |
| RA       | 19  | Ukrainer  | Dmytro Redkyn         | 07.03.2004 | 1,86 m | eigene Jugend                 | 2022           | 2026        |
| RA       | 87  | Deutscher | Maxim Schalles        | 25.10.1999 | 1,79 m | ESG Gensungen/Felsberg        | 2022           | 2026        |
| KM       | 7   | Deutscher | Patrick Gempp         | 13.06.1996 | 1,90 m | Dessau-Roßlauer HV            | 2024           | 2027        |
| KM       | 35  | Norweger  | Axel Skaarnæs         | 04.06.2004 | 1,94 m | Bækkelagets SK                | 2025           | 2027        |

Am 13. August 2025 gab der TVG bekannt, dass folgende Spieler dem neu geschaffenen Anschlusskader angehören werden: Konstantin Knabe, Meik Diehl, Tim Horlebein, Ben Hertkorn und Luis Feske aus der zweiten Mannschaft und Theo Buchinger aus der A-Jugend der TVG Junioren Akademie e. V.
Der Sportliche Leiter Michael Spatz sagte ergänzend dazu: „Wir wollen unseren jungen Spielern aus der Region eine echte Chance geben. Wer hart arbeitet, soll bei uns die Möglichkeit haben, bei den Profis mitzutrainieren, um im besten Fall den Sprung in die 2. Bundesliga zu schaffen“.

### Zu- und Abgänge 2025/26
Stand: 16. Juli 2025
| Zugänge | Abgänge |
| zu Saisonbeginn | zu Saisonbeginn |
| --- | --- |
| - Sebastian Trost (Eulen Ludwigshafen) - Axel Skaarnæs (Bækkelagets SK) - Ben Connar Battermann (TBV Lemgo; Wechsel nach Zweitspielrecht) - Lars Spieß (Co-Trainer; HSG Rodgau Nieder-Roden) | - Lars Röller (Eulen Ludwigshafen) - Florian Mohr (unbekannt) - Povilas Babarskas (Co-Trainer; TV Kirchzell) - Kuno Schauer (LHC Cottbus) - Julian Buchele (Frisch Auf Göppingen; Ende des Zweitspielrechts) |

### Trainer- und Funktionsteam 2025/26
| Nation                 | Name                      | Funktion                                           |
| Trainerteam            | Trainerteam               | Trainerteam                                        |
| ---------------------- | ------------------------- | -------------------------------------------------- |
| Deutscher              | André Lohrbach            | Trainer                                            |
| Deutscher              | Lars Spieß                | Co-Trainer                                         |
| Deutscher              | Thomas Bolling            | Torwarttrainer                                     |
| Medizinische Betreuung |                           |                                                    |
| Deutscher              | Dr. Manuel Bachmann       | Mannschaftsarzt                                    |
| Deutscher              | Dr. Jana Vorbeck-Bachmann | Mannschaftsärztin                                  |
| Deutscher              | Mona Habel                | Physiotherapeutin                                  |
| Deutscher              | Veronika Mahr             | Physiotherapeutin                                  |
| Deutscher              | Anna Bauer                | Physiotherapeutin                                  |
| Management             |                           |                                                    |
| Deutscher              | Michael Spatz             | Geschäftsführer (hauptamtlich), sportlicher Leiter |
| Deutscher              | Stefan Wüst               | Geschäftsführer (ehrenamtlich)                     |
| Funktionsteam          |                           |                                                    |
| Deutscher              | Nina Mattes               | Teammanagerin, Pressesprecherin                    |
| Deutscher              | Nadine Hegedüs            | Mannschaftsbetreuerin                              |

## Bisherige Trainer seit 1969
- André Lohrbach (seit 2024)
- Povilas Babarskas (2024)
- Michael Roth (2023–2024)
- Wjatscheslaw Lotschman (2023)
- Igor Vori (2022–2023)
- Maik Handschke (2022)
- Ralf Bader (2019–2022)
- Mike Pallach und  Manfred Hofmann (2019)
- Florian Bauer (2018–2019)
- Manfred Hofmann (2017–2018)
- Heiko Karrer (2015–2017)
- Maik Handschke (2013–2015)
- Khalid Kahn (2013)
- Peter Dávid (2010–2013)
- Michael Biegler (2010)
- Peter Dávid (2009-2010)
- Peter Dávid und  Ulrich Wolf (2009)
- Michael Roth (2005–2009)
- Peter Meisinger (1997–2005)
- Thomas Gloth (1996–1997)
- Nenad Kljaić (Spielertrainer) (1996)
- Manfred Bengs (1995–1996)
- Vlado Stenzel (1995)
- Velimir Kljaić (1992–1995)
- Peter Meisinger (1991–1992)
- Peter Meisinger und  Thomas Sinsel (1990–1991)
- Wolfgang Lakenmacher (1990)
- Peter Meisinger (1988–1990)
- Jiří Vícha (1985–1988)
- Klaus Zöll (1985)
- Karl-Heinz Bergsträßer (1982–1985)
- Klaus Zöll (1980–1982)
- Rüdiger-Felix Schmacke (1979–1980)
- Klaus Zöll (1976–1979)
- Norbert Anthes (1974–1976)
- Klaus Zöll und  Erhardt Mergeth (1974)
- Josef Karrer (Spielertrainer) (1973–1974)
- Erhardt Mergeth (1969–1973)

## Ehemalige Spieler (Auswahl)
- Mattias Andersson (2008–2011)
- Arno Böckling
- Manfred Freisler
- Heiko Grimm (2005–2008)
- Manfred Hofmann (1966–1982)
- Markus Hönnige (1986–1990)
- Claus Hormel
- Jan-Olaf Immel (2005–2007)
- Josef Karrer (bis 1973)
- Heiko Karrer (1990–1998)
- Dominik Klein (2002–2003, 2005–2006)
- Nenad Kljaić (1994–2000)
- Kurt Klühspies (1978–1984, 1986, 1988, 1991, 1993)
- Péter Kovács (1988–1990)
- Andreas Kunz (2003–2011)
- Peter Kuß
- Carsten Lichtlein (2000–2005)
- Wjatscheslaw Lotschman (2004–2007)
- Peter Meisinger (1975–1984)
- Michael Paul
- Jackson Richardson (1996–2000)
- Siegfried Roch (1981–1997)
- Bernd Roos (1988–2003)
- Michael Roth (1985–1990)
- Ulrich Roth (1987–1990)
- Martin Schwalb (1984–1988)
- Thomas Sinsel (1973–1983)
- Michael Spatz (2007–2015, 2016–2020, 2021, 2023)
- Jens Tiedtke (2005–2012, 2015–2016)
- Tonči Valčić (2000–2003)
- Steffen Weinhold (2009–2012)
- Andreas Wolff (2009–2013)

## Sponsoren
Aktueller Trikotsponsor ist seit 2019 das Schweizer Unternehmen Alcon. Bisherige Trikotsponsoren waren:
- ASC Technologies AG (2015–2019)
- F.a.n. frankenstolz (2003–2015)
- E.ON Bayern (2001–2003)
- Honda (1998–2001)
- Lido Duschen (1993–1997)
- Star Seimitsu (1989–1993)
- Opel (1985–1989)
- Daniel Hechter Paris (1984–1985)

In der Saison 1997/98 und vor 1984 war man ohne Sponsor auf der Brust.
Zusätzlich arbeitete man über die Jahre mit verschiedenen regionalen Sponsoren zusammen, die auch teilweise auf den Trikots repräsentiert wurden. Aktuell zum Beispiel:
- PASS Consulting Group
- Robert Kunzmann
- Faust
- Rosbacher

### Ausrüster
Aktueller Ausrüstungspartner ist seit 2024 Craft Sportswear Vorherige Ausrüster waren:
- Hummel (2021-2024)
- Erima (2018–2021)
- Select Sport (2015–2018)
- Intersport (2001–2015)
- Adidas (bis 2001)

## Soziales Engagement
Neben regelmäßigen Benefizspielen startete der Verein unter anderem im Juni 2006 das Projekt TVG goes Schule, bei dem die Bundesligamannschaft Schulen der Umgebung für gemeinsame Trainings besucht. Auch wurde Patenschaft für einen Kindergarten in Klingenberg-Trennfurt übernommen, wobei die Kinder auch durch gemeinsames Training physisch gefördert werden sollen. Auch die Fans sind über Sammelaktionen und den Verkauf von Fanprodukten in die Finanzierung wohltätiger Projekte mit eingebunden.

## Jugendmannschaften
Die Jugendmannschaften des TV Großwallstadts spielen in der B-Jugend in der Jugendbundesliga. Die Mannschaften laufen ab der C-Jugend unter dem Namen TV Großwallstadt Junioren, in der Jugendbundesliga hingegen als TVG Junioren-Akademie.

## Logo

Das Logo des TVG

Das Vereinslogo wurde um 1954 von den aktiven Mitgliedern Leo Pfeiffer und Otto Karrer, ein Bruder von Josef Karrer, gemeinsam entworfen. Es ersetzt den bis dahin verwendeten Wahlspruch der Turner „Frisch, fromm, fröhlich, frei“ und wird – dank des zeitlosen Designs – in seiner Grundform noch heute verwendet. Das „G“, für Großwallstadt, umschließt das Kürzel „TV“, für Turnverein, in Form eines Balles und symbolisiert den Wandel des Vereins vom Turnen zum Handball.